# Brassó–Háromszéki HÉV
A Brassó–Háromszéki Helyiérdekű Vasút (rövidítve BHHÉV) egy 1890-ben alapított magyar részvénytársaság volt, mely Brassót a Barcasággal és Háromszékkel összekötő vasútvonalakat épített és üzemeltetett.
A háromszéki-barcasági szárnyvonalak létesítését már 1879-ben, a monarchiához tartozó Brassón áthaladó MÁV fővonal megnyitásakor javasolták. A terveket 1886-ban nyújtották be, és azokat a szükséges módosítások után 1888-ban fogadta el Baross Gábor miniszter. 1890-ben hozták létre a budapesti székhelyű BHHÉV részvénytársaságot, mely 90 évig üzemeltette volna a vonalakat. Az építési költségek 40%-át a Magyar Államkincstár, 40%-át Brassó és Háromszék vármegye, a fennmaradó részt postai és különsegély alap fedezte.
A BHHÉV vasútvonalai:
- Brassó–Zernest, 25 km, megnyitás 1891. június 24.
- Brassó–Bereck, 99 km, megnyitás 1891. október 11. (első szakasz; a teljes vonalat 1907-ben adták át)
- Brassó–Hosszúfalu, 16 km, megnyitás 1892. március 7.

Mindhárom vonal építését 1890 tavaszán kezdték, a kivitelező a budapesti Smreker és Arnoldy cég volt. A szükséges eszközök megvételéről a MÁV gondoskodott.
A BHHÉV-et 1891-ben államosították, vonalait átvette a MÁV. 1897-ben kivált a MÁV-ból, ám az első két vonal továbbra is a MÁV kezelésében maradt, és a trianoni békeszerződés után átvette a CFR, kártérítést fizetve. A hosszúfalusi városi-elővárosi vonal Trianon után is a város tulajdonában maradt, és a CFPBS (Căi Ferate Particulare Brașov–Satulung) üzemeltette. 1934-ben csőd fenyegette, így 1936-ban átvette az újonnan alapított CFLB (Căi Ferate Locale Brașov) részvénytársaság. 1948-ban államosították, így ez a vonal is a CFR-hez került.
Az első két vonalat ma is használják, a hosszúfalusit megszüntették és elbontották.